# جويس فارمر
جويس فارمر (بالإنجليزية: Joyce Farmer)‏ هي كاتبة قصص مصورة ورسامة كارتون أمريكية، ولدت في 1938 في لوس أنجلوس في الولايات المتحدة.